# Femmes à Bletchley Park
Environ 8 000 femmes ont travaillé à Bletchley Park, le site central des cryptanalystes britanniques pendant la Seconde Guerre mondiale. Les femmes constituent environ 75 % de la main-d’œuvre. Elles sont employées à d'importants travaux tels que : l'exploitation de machines cryptographiques et de machines de communication ; traduction de documents de l'Axe ; analyse du trafic.

## Contexte
Bletchley Park est le site central de la cryptanalyse britannique pendant la Seconde Guerre mondiale. Il abrite le Government Code and Cypher School (GCHQ), qui décrypte les communications secrètes des puissances de l'Axe - surtout les chiffrages allemands Enigma et Lorenz. Selon Sir Harry Hinsley, les renseignements Ultra produits à Bletchley Park ont permis de réduire la guerre d'environ deux ans. Bletchley Park est célèbre pour l'impact qu'il a eu sur la guerre et pour le travail effectué par des savants tels que Alan Turing et Dilly Knox. Ces travaux, bien que secrets jusqu'en 1974, ont eu un impact significatif sur l'histoire de la science et de la technologie. Les archivistes et les historiens ont de plus en plus mis en avant le rôle des femmes qui travaillaient à Bletchley Park, .

## Recrutement

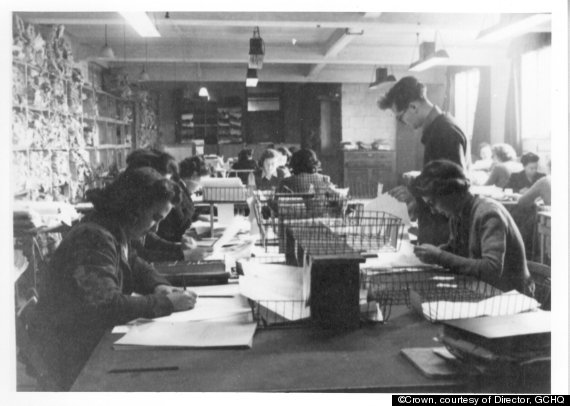
Des femmes travaillent à Bletchley Park.

En 1937, alors que les tensions en Europe et en Asie deviennent cruciales, le chef du MI6, l'amiral Hugh Sinclair, ordonne au GCHQ de se préparer à entrer en action et à augmenter ses effectifs. Il s'agit de recruter des  « hommes de type professeur », principalement issus des universités d'Oxford et de Cambridge. Plus le travail de crypto-analyse se mécanise, plus le besoin de main d’œuvre devient important. Les femmes sont d'abord recrutées par cooptation dans les universités ou en raison de relations familiales de confiance. Les jeunes femmes issue de famille aristocratique ou de la haute société, qui font leur entrée (les débutantes) dans la société sont particulièrement prisées, car elles sont considérées comme dignes de confiance en raison de leur appartenance à l'aristocratie. Ces femmes effectuent des travaux administratifs et de bureau. Cependant, les besoins en personnel de Bletchley Park continuent de croître. Les responsables de Bletchley Park recrute ensuite des femmes linguistes, des mathématiciennes et même des expertes en mots croisés. En 1942, le Daily Telegraph organise un concours de mot croisé crypté qui doit être résolu en 12 minutes. Les gagnantes ont été approchées par l'armée et certaines ont été recrutées pour travailler à Bletchley Park, car on pensait que ces personnes avaient de fortes capacités de pensée latérale, nécessaire pour le cryptage. La majorité de ces femmes sont issues de la classe moyenne. Certaines sont diplômées en mathématiques, physique et ingénierie. Elles sont autorisées à participer aux programmes STIM en raison du manque d'hommes, qui sont envoyés à la guerre.
À la fin de 1944, plus de 2 500 femmes sont employées par GCHQ au Service naval royal. On les surnomme les Wrens. Plus de 1 500 femmes proviennent de la Force aérienne auxiliaire féminine (WAAF) et environ 400 proviennent du Service territorial auxiliaire. Six femmes sur dix travaillant à Bletchley Park font partie des forces armées britanniques. Beaucoup de ces femmes pensaient travailler sur des avions et des navires et ne s'attendaient pas à travailler dans un endroit comme Bletchley Park.
Les femmes occupent de nombreux postes à Bletchley Park, allant d'administratrices, de compilateurs de fiches et de répartiteuses, à des spécialistes du codage. Au départ, beaucoup d'hommes responsables étaient sceptiques quant à la capacité des femmes à faire fonctionner les machines Bombe et les ordinateurs Colossus. Dans une section qui employait des femmes, y compris des diplômées d'université, le chef de section des hommes était d'avis que « les femmes n'aimeraient pas faire de travail intellectuel ». Gordon Preston persuade Max Newman (qui pensait que les femmes ne se soucient pas de «l'effort intellectuel») d'autoriser des entretiens avec les Wrens (celles qui travaillent au GCHQ) pour expliquer leur travail mathématique, et les rencontres sont très populaires. Les femmes de Bletchley Park prouvent rapidement qu'elles sont à la hauteur de la tâche.
Au début de la guerre, Dilly Knox est le cryptanalyste en chef du GCHQ et, à ce titre, joue un rôle de premier plan dans les travaux sur les différents réseaux Enigma. Son équipe, qui fait équipe avec des femmes (les Dilly's girls), comprend Margaret Rock et Mavis Lever,.

## Femmes remarquables
Cette section raconte l'histoire de quelques femmes remarquables qui ont travaillé à Bletchley Park.

### Mavis Batey
Mavis Lever est née le 5 mai 1921 à Dulwich. Sa mère est couturière, son père postier. Elle grandit à Norbury et va à l'école de filles Coloma Convent à Croydon. Elle étudie l'allemand à l'University College de Londres au début de la Seconde Guerre mondiale, se concentrant en particulier sur les romantiques allemands.
Initialement employée pour vérifier les colonnes personnelles du Times pour les messages d'espionnage codés, en 1940, elle est recrutée pour travailler comme briseuse de code à Bletchley Park. Elle travaille comme assistante de Dilly Knox et est impliquée dans l'effort de décryptage avant la bataille de Matapan,,. Selon le Daily Telegraph, elle est devenue si familière avec les styles des différents opérateurs ennemis qu'elle a pu déterminer que deux d'entre eux avaient une petite amie appelée Rosa.
En décembre 1941, elle déchiffre un message entre Belgrade et Berlin qui permet à l'équipe de Dilly Knox de mettre au point le câblage de l'Abwehr Enigma, une machine Enigma que l'on croyait incassable. À Bletchley Park, elle rencontre Keith Batey, un mathématicien et un briseur de code qu'elle épouse en 1942,.

### Jane Fawcett
Jane Fawcett est assignée à la Hut 6, une salle de décodage pour femmes. Les conditions sont mauvaises - faiblement éclairées, mal chauffées et mal ventilées - et les femmes travaillent de longues heures dans une tension extrême. Jane Fawcett recevait les clés Enigma tous les jours et les saisissait sur les machines Typex. Elle déterminait ensuite si les messages étaient reconnaissables en allemand.
Le 25 mai 1941, Jane Fawcett est informée de la recherche du cuirassé allemand Bismarck. Peu de temps après, elle décode un message faisant référence au Bismarck qui détaille sa position actuelle et sa destination en France. Le Bismarck est attaqué par la Royal Navy et coulé le 27 mai. Il s'agit de la première victoire significative des décrypteuses de code, démontrant l'utilité du projet.
Son travail n'est redécouvert que dans les années 1990, car il avait été classé en vertu de la loi britannique de 1939 sur le secret défense. Par rapport à l'héroïsme publiquement reconnu de la marine, Jane Fawcett a déclaré : « Nous nous sentions un peu honteuses de n'avoir fait que Bletchley. Donc, quand tout ce que nous avions fait, que nous savions avoir été un travail très dur et incroyablement exigeant, a soudainement été mis en avant et qu'on nous a demandé d'en parler, cela a été assez écrasant. Je n'en avais jamais parlé, pas même à mon mari. Mes petits-enfants ont été très surpris. ».

### Jean Valentine
Jean Valentine (née en 1924, en Écosse) est une opératrice du dispositif de décryptage de bombe dans la Hut 11 à Bletchley Park en Angleterre, conçu par Alan Turing et d'autres pendant la Seconde Guerre mondiale. Elle est membre des «Wrens» (Women's Royal Naval Service). Pendant ce temps, elle a vécu à Steeple Claydon dans le Buckinghamshire. Elle a commencé à travailler avec 15 shillings (75 pence) par semaine. Avec ses collègues, elle est restée silencieuse sur son travail pendant la guerre jusqu'au milieu des années 1970.
En 2006, Jean Valentine est impliquée dans la reconstruction de la bombe au Bletchley Park Museum. Elle déclare : « À moins que les gens ne franchissent les portes, une partie vitale de l'histoire est perdue. Plus nous pouvons les éduquer, mieux c'est ». Elle montre la bombe reconstruite au musée de Bletchley Park, et y dirige également des visites,,. Elle a participé à une réunion majeure à Bletchley Park en 2009.
Le 24 juin 2012, Jean Valentine a parlé de ses expériences de guerre à Bletchley Park et ailleurs dans le cadre d'un événement Turing's Worlds pour célébrer le centenaire de la naissance d'Alan Turing, organisé par Rewley House du Department for Continuing Education à l'Université d'Oxford en coopération avec la British Society for the History of Mathematics (BSHM).

### Joan Clarke
Joan Clarke (24 juin 1917 - 4 septembre 1996) est une cryptanalyste et numismate. Son rôle important dans le projet Enigma qui a déchiffré les communications secrètes de l'Allemagne nazie lui a valu des prix et des citations, comme sa nomination en tant que membre de l'ordre de l'Empire britannique (MBE), en 1946.

## Postérité et commémorations
De nombreux efforts ont été faits pour commémorer la contribution des femmes à Bletchley Park. Il y a eu une prolifération d'articles en ligne consacrés à l'examen du rôle des femmes à Bletchley Park. En raison du secret défense de Bletchley Park et de la règle des trente ans du Royaume-Uni, il a fallu attendre la publication en 1974 de The Ultra Secret par l'ancien officier de la RAF FW Winterbotham (qui a supervisé la distribution des renseignements Ultra) pour connaître le rôle de Bletchley Park en temps de guerre. En 2009, le gouvernement britannique a décerné des honneurs à son personnel.
La plupart des femmes ont abandonné leur carrière après avoir quitté Bletchley Park et se sont mariées. Quelques femmes comme Joan Clarke ont continué leur carrière dans la cryptanalyse.

### Mémorial
Bletchley Park a un tableau d'honneur, qui répertorie les Britanniques susceptibles d'avoir travaillé sur l'intelligence des signaux pendant la Seconde Guerre mondiale. Il n'existe aucune liste complète de ceux qui ont travaillé à Bletchley Park. De nouvelles informations sont constamment ajoutées à la liste. En juillet 2017, il y avait près de 8 000 femmes inscrites au tableau d'honneur. La cryptanalyste Betty Webb a publié deux livres sur son expérience à Bletchley Park, puis au Pentagone, de 1941 à 1945,.

### La culture populaire
- The Imitation Game est un film consacré à la vie d'Alan Turing à Bletchley Park ; l'un des sujets abordés est sa relation avec Joan Clarke, l'une des rares femmes à avoir travaillé comme briseuse de code à part entière à Bletchley Park. Le film a été critiqué pour avoir décrit le codebreaking comme un jeu masculin et pour ne pas avoir parlé davantage du rôle des femmes dans le codebreaking.
- The Imitation Game, la pièce télévisée, met l'accent sur les succès et les frustrations de la protagoniste féminine alors qu'elle travaillait à Bletchley Park.
- Le programme ITV 2012, The Bletchley Circle, est un ensemble de mystères de meurtre se déroulant en 1952 et 1953. Les protagonistes sont quatre anciennes femmes briseuses de code de Bletchley, qui utilisent leurs compétences pour résoudre des crimes[46].
- Enigma est un film de fiction de 2001 sur les briseurs de code d'Enigma à Bletchley Park qui raconte une histoire d'amour entre collègues.
- Le film Hut 33 se concentre sur la vie quotidienne à Bletchley Park et évoque ainsi la vie quotidienne des femmes à Bletchley Park.
- L'épisode Smoke and Mirrors de la saison 2 de l'agent Carter révèle que l'agent Peggy Carter travaillait à Bletchley Park au début de la guerre avant de rejoindre la Réserve scientifique stratégique[47].